# أوبل أجيلا
أوبل أجيلا (بالإنجليزية: Opel Agila)‏ هي سيارة مدينة من صناعة أوبل أنتجت في 2000.